# کازواکی ناگاساوا
کازواکی ناگاساوا (به انگلیسی: Kazuaki Nagasawa) بازیکن فوتبال اهل ژاپن و عضو تیم ملی فوتبال ژاپن است که در تاریخ ۱۳ ژوئیه ۱۹۷۸ میلادی اولین بازی ملی‌اش را انجام داد. او در ۹ بازی ملی حضور داشت و آخرین بازی ملی خود را در تاریخ ۴ ژوئن ۱۹۸۵ میلادی انجام داد. کازواکی ناگاساوا در بازی‌های ملی‌اش
گلی به ثمر نرساند.